# ブレイン (ミネソタ州)
ブレイン（Blaine）は、アメリカ合衆国ミネソタ州のアノーカ郡にある都市。人口は7万0222人（2020年）。ミネアポリスの北20キロメートルに位置している。市域の一部はラムゼイ郡に入っている。

## 概要
市域の大半は氷河融解によって形成された氷河地形である。水捌けが悪く農業に適していないため、入植者は少なかった。1940年の人口は921人だった。1954年の法人化後、ミネアポリス・セントポール都市圏の拡大に伴い住宅地として注目されるようになり、ベッドタウン化が進行した。

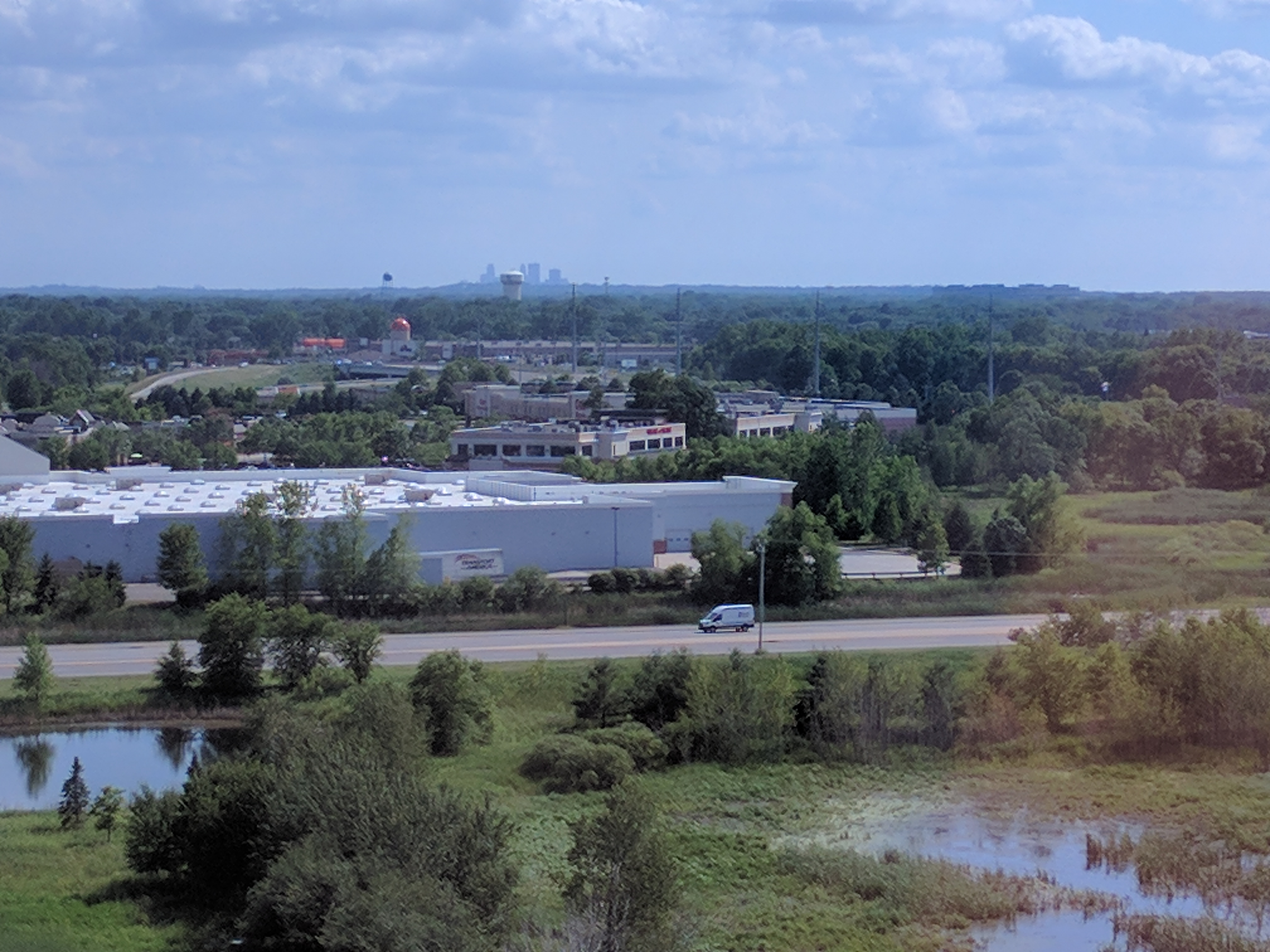
ブレインの景観（遠方はミネアポリス）